# 梅沢薫
梅沢 薫（うめざわ かおる、1934年9月10日 - 1998年12月26日）は、日本の映画監督、脚本家である。元俳優。1966年（昭和41年） - 1979年（昭和54年）の一時期、東元 薫（とうもと かおる）と名のったことがある。その初期には東本 薫とクレジットされた作品もあり、1972年（昭和47年） - 1974年（昭和49年）の一時期黒木 剛（くろき ごう）の名で監督、小泉 大介（こいずみ だいすけ）の名で脚本を書いたこともある。

## 人物・来歴

### 演劇・テレビ映画の俳優から成人映画の監督へ
1934年（昭和9年）9月10日、新潟県高田市（現在の同県上越市）に生まれる。
長じて東京に移り早稲田大学に進学したが、中途退学する。当初は俳優を志しており、日本文化協会（NBK）という劇団に所属、同劇団には野上正義（1940年 - 2010年）らがいた。
満25歳のときの1960年（昭和35年）4月3日に放映された連続テレビ映画『海底人8823』第14話『怪光線』や、同年に放映された連続テレビ映画『鉄人28号』等に出演した記録が残っている。1963年（昭和38年）にはタケダアワー『隠密剣士』にも数回出演したが、同年、それらテレビ映画を手がけていた船床定男（1932年 - 1972年）の紹介で知り合った若松孝二（1936年 - 2012年）の誘いを受けて成人映画『悪のもだえ』のチーフ助監督を務め、同作は同年12月31日に劇場公開された。以降、同作を製作・配給した日本シネマで、若松の『赤い犯行』や『乾いた肌』、新藤孝衛監督の『思春前期 恐るべき女子学生』等のチーフ助監督を務めた。1965年（昭和40年）6月に公開された『壁の中の秘事』（監督若松孝二、製作若松プロダクション、配給関東ムービー配給社）のチーフ助監督の後、同年9月に公開された『十代の呻吟』（製作・配給国映）を監督し、31歳で映画作家としてデビューする。監督デビュー後にも若松の『欲望の血がしたたる』（1965年）のチーフ助監督を務め、向井寛監督の『悪僧』および『艶夢』（1966年）の助監督を東本 薫の名で務めている。『日本映画発達史』の田中純一郎は、同書のなかで黎明期のおもな脚本家・監督として、若松孝二、高木丈夫（本木荘二郎の変名）、南部泰三、小林悟、新藤孝衛、糸文弘、小川欽也、小森白、山本晋也、湯浅浪男、宮口圭、藤田潤一、小倉泰美、浅野辰雄、渡辺護、片岡均（水野洽の変名）、福田晴一、深田金之助の名を挙げているが、梅沢については言及されていない（挙がっている名前はいずれも1965年以前デビューの監督なので、同年秋デビューの梅沢はぎりぎり漏れた可能性もある）。
1967年（昭和42年）3月14日に公開された『素肌の罠』を東元 薫の名で監督して以降、日映企画（のちの日映）配給作品を同名で手がける。1968年（昭和43年）2月に公開された『性の配当』は日本シネマの製作・配給作品であるが、同作を監督して以降、日本シネマでは「梅沢薫」、日映企画では「東元薫」と棲み分けをおこなった。1969年（昭和44年）1月に公開された『好色坊主四十八手斬り』（「東元薫」名義）は、勝新太郎のそっくりさんとして知られる酒巻輝男を主演に『好色座頭市 四十八手斬り』として企画されたが、大映からのクレームを受けて改題した。同作が話題になったほか、1970年（昭和45年）5月に公開された『濡れ牡丹 五悪人暴行篇』では、日野洸こと大和屋竺の脚本を得て、港雄一、山本昌平、津崎公平、里見孝二、そして大和屋竺が主演しており、元来の「強烈な作風」の延長線上において「悪と暴力のエスカレートを異常なまでのクールさと非情なタッチで追って梅沢の実力を不動のものとした」作品であると評価された。同年には「コソ泥と頭の弱い少女との交情を微笑ましく、うら悲しく描いた」というメロドラマ『好色泥棒日記』を発表している。

### ロマンポルノ裁判と再起
1971年（昭和46年）11月、老舗であり大手五社の一社であった日活が成人映画路線に全面的に舵を切り、「日活ロマンポルノ」（1971年 - 1988年）を開始するが、梅沢は代々木忠が所属したプリマ企画が製作した『変態指圧師 色欲の狂宴』を監督、同作は同年12月22日、添え物中篇作品として日活の配給で公開、「日活ロマンポルノ」に外部製作の監督として参加していく。1972年（昭和47年）1月、「日活ロマンポルノ」のうち、日活製作の『ラブ・ハンター 恋の狩人』（監督山口清一郎）、『OL日記 牝猫の匂い』（監督藤井克彦）とともに、梅沢が監督したプリマ企画製作の『女高生芸者』が警視庁に摘発される。のちに「日活ロマンポルノ事件」と呼ばれたこの事件において、山口や藤井といった監督は起訴されたものの梅沢は起訴されず、『女高生芸者』については同作を製作した渡辺輝男こと代々木忠のみが起訴され、梅沢は、1974年（昭和49年）6月5日、東京地裁において検察側の証人として出廷している。同裁判は、1980年（昭和55年）7月、東京高裁で無罪が確定した。
梅沢は摘発後の同年2月に公開された『現代ポルノ遊び1=3』（製作・配給日本シネマ）以降、満2年間、作品を発表することができなかった。ただし『日本映画人改名・別称事典』（2004年）によれば、小泉 大介の名で脚本を書いていたといい、プリマ企画の日活配給作品のこの時期の脚本がそれに当たる。また同書は黒木 剛の名で監督作を発表したといい、東京興映（代表・小森白）が最末期に製作したこの時期の作品がそれに当たる。1974年2月に公開された『悦楽の世界』（製作国映、配給新東宝興業）は、梅沢が「東元薫」名義で監督した作品であり、同作以降、同名義で新東宝興業の配給作品を量産する。同年以降、美人女優として人気があった仁科鳩美（1952年 - 1979年）の主演作を多く手掛ける。1977年（昭和52年）には、仁科を主演に『私は誘拐されました 女体実験室』を監督（「東元薫」名義）、同作は東映が配給して同年3月12日に公開されたが、以降、東映あるいは東映セントラルフィルムが配給するいわゆる「東映ニューポルノ」を新東宝興業作品と並行して手がけるようになる。仁科は同年9月に公開された梅沢（「東元薫」名義）の監督作『ある女教師 夜間授業』を最後に引退、その2年後の1979年（昭和54年）には亡くなっている。梅沢は同年5月に公開された『女子学生 真夜中の授業』を最後に「東元薫」の名を封印した。
1983年（昭和58年）末までは年間15本内外のハイペースで量産していたが、翌年には半減、1986年（昭和61年）以降は作品ペースが激減、1988年（昭和63年）4月に公開された伊藤清美の主演作『新妻ハードONANIE』を最後に作品発表が途絶えた。満53歳であった。以降、亡くなるまで10年間、作品の発表はなかったが、1994年（平成6年）6月7日 - 同11日にアテネ・フランセ文化センターで開催された「大和屋竺映画祭」の特集上映に対し、16mmフィルム版で梅沢が私蔵していた『引き裂かれたブルーフィルム』（1969年）と『濡れ牡丹 五悪人暴行篇』（1970年）の上映用プリントを提供、期間中の同10日には出演者の港雄一とともに観客の前に姿を現した。
1998年（平成10年）12月26日、東京都内の自宅で死去した。満64歳没。久保新二の回想によれば、自宅で亡くなった際に「電話の受話器が外れ指の先にあった」とのことで、これについて久保は「救急車を自分で呼ぼうとして事切れたのか、鳩美から電話があって出ようとしたのかは定かではない」と書いているが、前述の通り仁科鳩美は19年前にすでに亡くなっている。野上正義によれば、梅沢は既婚者であり一人娘がいたという。梅沢についた助監督として、滝田洋二郎、佐藤寿保、片岡修二、瀬々敬久らが挙げられる。また、1970年前後には国映作品で一定期間、チーフ助監督として中村幻児、セカンド助監督として浜野佐知が梅沢についていたと浜野が回想しておりその門下人脈は現在かなり大きな流れになっている。瀬々は、著書『瀬々敬久映画群盗傳』で、毎年クリスマスイブに獅子プロダクションの貧しい若手たちに差し入れをしていたキャリア末期の梅沢の姿に触れている。

### 再評価
再評価は梅沢が作品を発表しなくなって6年が経過した1994年、前述の「大和屋竺映画祭」の特集上映に『引き裂かれたブルーフィルム』と『濡れ牡丹 五悪人暴行篇』の上映用プリントを提供したことに始まる。没後も、2009年（平成21年）3月にはイメージフォーラムで開催された「WE ARE THE PINK SCHOOL 日本性愛映画史1965 - 2008」の特集上映で『濡れ牡丹 五悪人暴行篇』が上映された。2013年（平成25年）2月8日 - 同11日に神戸映画資料館で開催された「ピンク映画50周年 特別上映会 映画監督・渡辺 護の時代」の特集上映では、『三日三晩裏表』（1969年）および『素肌が濡れるとき』（1971年）がそれぞれ16mmフィルム版上映用プリントで上映された。
アップリンクが手がけたプリマ企画作品の連続的DVDビデオグラム化では、2011年（平成23年）6月3日に『変態指圧師 色欲の狂宴』（1971年）が選ばれ、発売された。

## フィルモグラフィ
特筆以外すべてのクレジットは「監督」であり「梅沢薫」名義である。東京国立近代美術館フィルムセンター（NFC）等の所蔵・現存状況についても記す。
- 『海底人8823』 : 原作・脚本黒沼健、監督中川順夫・保田進・木俣和夫、主演井上信彦、製作大映テレビ室、1960年1月3日 - 同年6月26日（関東のみ28日）放映（連続テレビ映画）
  - 第14話『怪光線』 : 1960年4月3日放映 - 出演・「守衛」役
  - 第15話『隼太郎と名乗る男』 : 1960年4月10日（関東のみ12日）放映 - 出演・「守衛」役
  - 第16話『邪魔者は消せ』 : 1960年4月17日（同19日）放映 - 出演・「守衛」役
  - 第17話『2つの盗難』 : 1960年4月24日（同26日）放映 - 出演・「守衛」役
  - 第18話『スパイ潜入』 : 1960年5月1日（同3日）放映 - 出演・「守衛」役
  - 第19話『対決』 : 1960年5月8日（同10日）放映 - 出演・「守衛」役
- 『鉄人28号』 : 監督まるねさんたろう・志波裕之、原作横山光輝、主演内藤正一、製作松崎プロダクション、1960年2月1日 - 同年4月25日放映（連続テレビ映画） - 出演・「怪漢A」役
- 『隠密剣士』 : 主演大瀬康一、製作宣弘社プロダクション、1962年10月7日 - 1965年3月28日放映（連続テレビ映画）
  - 第三部『忍法伊賀十忍』第10話『伊賀蝙蝠陣』 : 監督船床定男、脚本伊上勝、1963年6月9日放映 - 出演
  - 第三部『忍法伊賀十忍』第11話『伊賀飛猿陣』 : 監督船床定男、脚本伊上勝、1963年6月16日放映 - 出演
  - 第三部『忍法伊賀十忍』第13話『伊賀八門陣』 : 監督船床定男、脚本伊上勝、1963年6月30日放映 - 出演
  - 第四部『忍法闇法師』第11話『変化の忍者』 : 監督船床定男・外山徹、脚本伊上勝、1963年9月15日放映 - 出演・「一市（公儀隠密）」役

- 『悪のもだえ』 : 製作鷲尾飛天丸、企画千葉実、監督若松孝二、脚本吉岡道夫、主演松井康子、製作・配給日本シネマ、1963年12月31日公開（成人映画・映倫番号 13431） - 助監督、61分の上映用プリントをNFCが所蔵[5]
- 『赤い犯行』 : 製作鷲尾飛天丸、企画千葉実、監督若松孝二、脚本吉岡道夫、主演路加奈子、製作東京シネマ・日本シネマ、配給日本シネマ、1964年5月17日公開（成人映画・映倫番号 13561） - 美術・助監督、71分の上映用プリントをNFCが所蔵[5]
- 『思春前期 恐るべき女子学生』 : 製作舟橋澄、監督新藤孝衛、脚本白井更生、主演川上英子、製作青年芸術映画協会、配給日本シネマ、1964年6月30日公開（成人映画・映倫番号 13590） - 助監督、83分の上映用プリントをNFCが所蔵[5]
- 『乾いた肌』 : 製作鷲尾飛天丸、企画千葉実、監督若松孝二、脚本池田正一、主演三井由紀子、製作・配給日本シネマ、1964年9月公開（成人映画・映倫番号 13714） - 助監督、75分の上映用プリントをNFCが所蔵[5]
- 『逆情』 : 製作鷲尾飛天丸、企画千葉実、監督若松孝二、主演寺島幹夫・扇町京子、製作・配給日本シネマ、1964年9月公開（成人映画・映倫番号 13706） - 助監督、71分の上映用プリントをNFCが所蔵[5]

- 『太陽のヘソ』 : 製作矢元照雄・久保田仁司、企画朝倉大介、監督若松孝二、脚本大谷義明、主演睦五郎、製作映広プロダクション、配給国映、1965年5月公開（成人映画・映倫番号 13958） - 助監督
- 『壁の中の秘事』 : 監督若松孝二、主演藤野博子、製作若松プロダクション、配給関東ムービー配給社、1965年6月公開（成人映画・映倫番号 13984） - 助監督
- 『十代の呻吟』（じゅうだいのうめき） : 製作矢元照雄、主演石井マリ、製作・配給国映、1965年9月公開（成人映画・映倫番号 14126） - 監督デビュー
- 『乾いた処女』 : 製作矢元照雄、監修若松孝二、主演志摩みはる・佐久間しのぶ、製作若松プロダクション、配給国映、1965年12月公開（成人映画・映倫番号 不明）
- 『欲望の血がしたたる』 : 製作・企画・監督若松孝二、脚本大谷義朗・若松孝二、主演上野山功一、製作若松プロダクション（ソノフィルム）、配給NSP、1965年12月公開（成人映画・映倫番号 不明） - 助監督、71分の上映用プリントをNFCが所蔵[5]

- 『悪僧』 : 製作矢元照雄、企画朝倉大介、監督向井寛、脚本戸塚純、主演津崎公平・内田高子、製作東京芸術映画、配給国映、1966年6月公開（成人映画・映倫番号 不明） - 「東本薫」名義で助監督
- 『艶夢』 : 製作矢元照雄、監督向井寛、脚本宗豊、主演野上正義、製作・配給国映、1966年公開（成人映画・映倫番号 不明） - 「東本薫」名義で助監督

- 『素肌の罠』 : 製作矢野正富、主演成瀬恵子、製作ヤノプロダクション、配給日映企画、1967年3月14日公開（成人映画・映倫番号 14851） - 「東元薫」名義で監督
- 『激しい関係』 : 製作上松宗夫・矢野正富、企画松田武美、主演若月ひとみ、製作・配給日映企画、1967年3月公開（成人映画・映倫番号 不明） - 「東元薫」名義で監督・脚本
- 『処女の烙印』 : 主演清水世津、製作・配給日映企画、1967年4月公開（成人映画・映倫番号 不明） - 「東元薫」名義で監督
- 『女高生の絶叫』 : 製作上松宗夫、企画松田武美、脚本浜多加志、主演渚マリ、製作・配給日映企画、1967年7月公開（成人映画・映倫番号 不明） - 「東元薫」名義で監督
- 『激しい交歓』 : 製作上松宗夫、企画松田武美、脚本浜多加志、主演松井康子、製作・配給日映企画、1967年8月公開（成人映画・映倫番号 不明） - 「東元薫」名義で監督
- 『強烈な…青い穴』 : 製作上松宗夫、企画松田武美、脚本浜多加志、主演水城リカ、製作・配給日映企画、1967年9月公開（成人映画・映倫番号 不明） - 「東元薫」名義で監督
- 『刑法177条 婦女暴行男』 : 主演祝真理、製作・配給日映企画、1967年公開（成人映画・映倫番号 不明） - 「東元薫」名義で監督
- 『真赤な獣欲』 : 主演火鳥こずえ、製作・配給日映企画、1967年公開（成人映画・映倫番号 不明） - 「東元薫」名義で監督
- 『夜の千人斬』 : 主演谷ナオミ、製作・配給日映企画、1967年公開（成人映画・映倫番号 不明） - 「東元薫」名義で監督

- 『性の配当』 : 製作鷲尾飛天丸、企画千葉実、脚本五代斗志夫、主演里見孝二・清水世津、製作・配給日本シネマ、1968年2月公開（成人映画・映倫番号 15318） - 監督、69分の上映用プリントをNFCが所蔵[5]
- 『夫婦交換』 : 製作鷲尾飛天丸、企画千葉実、脚本五代斗志夫、主演清水世津、製作・配給日本シネマ、1968年4月公開（成人映画・映倫番号 15327） - 監督、62分の上映用プリントをNFCが所蔵[5]
- 『猟奇 色情夜話』 : 製作鷲尾飛天丸、企画千葉実、主演桂奈美、製作・配給日本シネマ、1968年5月公開（成人映画・映倫番号 15379） - 監督、60分の上映用プリントをNFCが所蔵[5]
- 『人生四十八手 裏表』[6] : 製作上松宗夫、主演小柳リカ、製作上松プロダクション、配給日映企画、1968年8月公開（成人映画・映倫番号 不明） - 「東元薫」名義で監督
- 『色道一代 女の壷ふり』（『色道一代 女の壺ぶり』） : 製作鷲尾飛天丸、企画千葉実、主演長岡丈二・乱孝寿、製作・配給日本シネマ、1968年8月公開（成人映画・映倫番号 15460） - 監督、68分の上映用プリントをNFCが所蔵[5]
- 『穴地獄』 : 製作上松宗夫、主演桂奈美、製作・配給日映企画、1968年10月公開（成人映画・映倫番号 15514） - 「東元薫」名義で監督
- 『肉責め』 : 製作上松宗夫、主演不明、製作上松プロダクション、配給日映企画、1968年11月公開（成人映画・映倫番号 15564） - 「東元薫」名義で監督
- 『飢えた獣欲』 : 製作馬場内弘、企画竜実、主演辰巳典子、製作前衛企画、配給日本シネマ、1968年11月公開（成人映画・映倫番号 15586） - 監督、74分の上映用プリントをNFCが所蔵[5]
- 『血の暴行』 : 製作上松宗夫、製作上松プロダクション、配給日映企画、1968年12月公開（成人映画・映倫番号 15553） - 「東元薫」名義で監督
- 『残忍(秘)女責め』 : 製作馬場内弘、企画竜実、脚本池田正一、主演林美樹、製作・配給日本シネマ、1968年12月公開（成人映画・映倫番号 15638） - 監督、74分の上映用プリントをNFCが所蔵[5]
- 『新人生四十八手裏表』（『新人四十八手 裏表』[9]） : 製作上松宗夫、主演吉野洋子、製作上松プロダクション、配給日映企画、1968年公開（成人映画・映倫番号 15451） - 「東元薫」名義で監督
- 『肉風呂』 : 製作上松宗夫、主演辰巳典子、製作・配給日映企画、1968年公開（成人映画・映倫番号 不明） - 「東元薫」名義で監督
- 『肉体の餌』 : 製作鷲尾飛天丸、企画千葉実、主演港雄一、製作・配給日本シネマ、1968年公開（成人映画・映倫番号 不明）

- 『三日三晩裏表』 : 製作上松宗夫、主演一星ケミ、製作上松プロダクション、配給日映、1969年1月公開（成人映画・映倫番号 15612） - 「東元薫」名義で監督、63分の16mmフィルム版上映用プリントが現存[24]
- 『好色坊主四十八手斬り』 : 製作上松宗夫、主演酒巻輝男・一星ケミ、製作上松プロダクション、配給日映、1969年1月公開（成人映画・映倫番号 15694） - 「東元薫」名義で監督
- 『寝強犯』 : 製作上松宗夫、企画松田武美、脚本日野洸、主演桂奈美、製作上松プロダクション、配給日映、1969年2月公開（成人映画・映倫番号 15736） - 「東元薫」名義で監督
- 『黒毛の沼』 : 製作上松宗夫、製作上松プロダクション、配給日映企画、1969年5月公開（成人映画・映倫番号 15784） - 「東元薫」名義で監督
- 『私は犯されました 偽人の証言』 : 製作矢元照雄、企画朝倉大介、主演暗亜矢子、製作朝倉プロダクション、配給国映、1969年7月公開（成人映画・映倫番号 15892）
- 『引き裂かれたブルーフィルム』 : 製作鈴木実、企画朝倉大介、脚本日野洸、主演桂奈美、製作朝倉プロダクション、配給国映、1969年8月公開（成人映画・映倫番号 不明） - 監督、72分の16mmフィルム版上映用プリントが現存（梅沢私蔵）[20]
- 『恍惚の匂い』 : 製作矢元照雄、企画朝倉大介、主演一星ケミ、製作朝倉プロダクション、配給国映、1969年9月6日審査・公開（成人映画・映倫番号 不明）

- 『陶酔の世界』 : 企画朝倉大介、製作・配給国映、1970年2月公開（成人映画・映倫番号 16240）
- 『白昼の誘惑』 : 企画朝倉大介、主演高鳥和子、製作・配給国映、1970年3月公開（成人映画・映倫番号 16257）
- 『女の火遊び』 : 製作馬場内弘、企画竜実、製作・配給日本シネマ、1970年4月公開（成人映画・映倫番号 16334）
- 『濡れ牡丹 五悪人暴行篇』 : 企画朝倉大介、脚本日野洸、主演真湖道代、製作・配給国映、1970年5月公開（成人映画・映倫番号 16346） - 監督、82分の16mmフィルム版上映用プリントが現存（梅沢私蔵）[20]
- 『肉体ハイジャック 殺しの前の快楽』 : 製作馬場内弘、企画竜実、脚本・主演山本昌平、製作・配給日本シネマ、1970年5月公開（成人映画・映倫番号 16423） - 監督、73分の上映用プリントをNFCが所蔵[5]
- 『日本寝物語』[9]（『日本寝室物語』） : 製作・配給関東映配、1970年10月公開（成人映画・映倫番号 16532）
- 『ベッドであなたと』 : 製作馬場内弘、企画竜実、製作・配給日本シネマ、1970年11月公開（成人映画・映倫番号 16529）
- 『暴漢地帯』[5]（『暴行地帯』[6] [9]） : 製作馬場内弘、企画竜実、脚本池田正一・梅沢薫、主演港雄一・川村冬子、製作・配給日本シネマ、1970年11月公開（成人映画・映倫番号 16582） - 監督、68分の上映用プリントをNFCが所蔵[5]
- 『現代姦通伝』 : 製作馬場内弘、企画竜実、脚本池田正一、主演辰巳典子、製作・配給日本シネマ、1970年公開（成人映画・映倫番号 不明） - 監督、72分の上映用プリントをNFCが所蔵[5]
- 『好色泥棒日記』 : 1970年公開 - 「東元薫」名義で監督

- 『性のバラード女なんです』 : 製作・配給関東映配、1971年1月公開（成人映画・映倫番号 16613）
- 『あゝ!しびれる』[5]（『ああ、しびれる』[6][9]） : 製作馬場内弘、企画竜実、脚本池田正一、主演瀬川ルミ、製作・配給日本シネマ、1971年1月公開（成人映画・映倫番号 16634） - 監督、73分の上映用プリントをNFCが所蔵[5]
- 『日本犯罪史さわり魔』 : 主演林美樹、製作ワールド映画、配給OP映画配給、1971年2月公開（成人映画・映倫番号 16664）
- 『好色夫婦』 : 製作・配給関東映配、1971年3月公開（成人映画・映倫番号 16701）
- 『婚前セックス』 : 製作馬場内弘、企画竜実、製作・配給日本シネマ、1971年3月公開（成人映画・映倫番号 16728）
- 『素肌が濡れるとき』 : 主演真湖道代、製作ワールド映画、配給OP映画配給、1971年4月公開（成人映画・映倫番号 16746） - 監督、70分の16mmフィルム版上映用プリントが現存[24]
- 『のぞきのテクニック』[5]（『覗くのテクニック』[9]『覗きのテクニック』[6]） : 製作馬場内弘、企画竜実、脚本池田正一、製作主任中村幻児、主演真湖道代、製作・配給日本シネマ、1971年6月公開（成人映画・映倫番号 16827） - 監督、71分の上映用プリントをNFCが所蔵[5]
- 『未公開セックスの穴場』 : 製作馬場内弘、企画竜実、製作・配給日本シネマ、1971年6月公開（成人映画・映倫番号 16843）
- 『変態魔の行状』 : 製作加賀天、企画竜実、主演吉田純・真湖道代、製作・配給日本シネマ、1971年8月公開（成人映画・映倫番号 16879） - 監督、70分の上映用プリントをNFCが所蔵[5]
- 『試し寝』 : 製作馬場内弘、企画竜実、脚本池田正一、主演白川和子、製作・配給日本シネマ、1971年10月公開（成人映画・映倫番号 16931） - 監督、74分の上映用プリントをNFCが所蔵[5]
- 『SEX奥の手秘話』 : 主演白川和子、製作・配給ミリオンフィルム、1971年11月公開（成人映画・映倫番号 16856）
- 『色の道 女の道』 : 主演白川和子、製作・配給ミリオンフィルム、1971年12月公開（成人映画・映倫番号 16959）
- 『変態指圧師 色欲の狂宴』 : 脚本代々木忠、主演東祐里子、製作プリマ企画、配給日活、1971年12月22日公開（成人映画・映倫番号 不明） - 72分の原版が現存・アップリンクがDVDビデオグラムを発売
- 『日本ポルノオリンピック 乳首山の性宴』 : 主演白川和子、製作プリマ企画、配給日活、1971年12月29日公開（成人映画・映倫番号 不明）
- 『女殺しのライセンス』 : 脚本代々木忠、主演林美樹、製作プリマ企画、配給日活、1971年12月公開（成人映画・映倫番号 不明）

- 『濡れた処女愛』 : 主演志野原千恵、製作プリマ企画、配給日活、1972年1月公開（成人映画・映倫番号 不明）
- 『女高生芸者』 : 製作渡辺輝男、製作プリマ企画、配給日活、1972年1月19日公開（成人映画・映倫番号 不明） - 「黒木剛」名義説あり[2]（警視庁摘発）
- 『発情』 : 主演東祐里子、製作・配給ミリオンフィルム、1972年1月公開（成人映画・映倫番号 17041）
- 『ワイセツ?』 : 製作馬場内弘、企画竜実、製作・配給日本シネマ、1972年1月公開（成人映画・映倫番号 17045）
- 『現代ポルノ遊び1=3』 : 製作馬場内弘、企画竜実、製作・配給日本シネマ、1972年2月公開（成人映画・映倫番号 17091）
- 『性神風土記4 鎌倉情炎』 : 監督若林孟、主演真湖道代、製作プリマ企画、配給日活、1972年7月8日公開（成人映画・映倫番号 不明） - 「小泉大介」名義で脚本
- 『性神風土記5 女狐の神秘』 : 監督若林孟、主演泉ユリ、製作プリマ企画、配給日活、1972年7月27日公開（成人映画・映倫番号 不明） - 「小泉大介」名義で脚本
- 『性神風土記6 呪いの祝言』 : 監督若林孟、主演杉村久美、製作プリマ企画、配給日活、1972年8月26日公開（成人映画・映倫番号 不明） - 「小泉大介」名義で脚本
- 『華麗なる愛の遍歴』 : 監督若林孟、主演真湖道代、製作プリマ企画、配給日活、1972年12月9日公開（成人映画・映倫番号 不明） - 「小泉大介」名義で脚本
- 『夜這い虫』 : 監督若林孟[10]（笹塚稔[8]）、主演丘えり子、製作プリマ企画、配給日活、1972年12月9日公開（成人映画・映倫番号 不明） - 「小泉大介」名義で脚本[10]、71分の原版が現存・アップリンクがDVDビデオグラムを発売[8]

- 『ポルノガール 真夜中の享楽』 : 監督若林孟、主演真湖道代、製作プリマ企画、配給日活、1973年2月21日公開（成人映画・映倫番号 17491） - 「小泉大介」名義で脚本
- 『スケこまし 夜の仕置人』 : 製作東京興映、配給新東宝興業、1973年11月公開（成人映画・映倫番号 17819） - 「黒木剛」名義で監督
- 『OL勤務中SEX』（『OL勤務中セックス』『勤務中セックス』） : 製作東京興映、配給新東宝興業、1973年12月公開（成人映画・映倫番号 17897） - 「黒木剛」名義で監督、『OL勤務中SEX』題の上映用ポジプリントをNFCが所蔵

- 『暴行市場』 : 主演青山リマ、製作・配給新東宝興業、1974年2月公開（成人映画・映倫番号 17904） - 「黒木剛」名義で監督
- 『悦楽の世界』 : 製作国映、配給新東宝興業、1974年2月公開（成人映画・映倫番号 17933） - 「東元薫」名義で監督
- 『乱行しびれ姉妹』 : 製作国映、配給新東宝興業、1974年4月公開（成人映画・映倫番号 17987） - 「東元薫」名義で監督
- 『裸の履歴書 特だし』 : 製作国映、配給新東宝興業、1974年5月公開（成人映画・映倫番号 18021） - 「東元薫」名義で監督
- 『エロチカにっぽん 牝猫の群』 : 主演東祐里子、製作国映、配給新東宝興業、1974年8月公開（成人映画・映倫番号 18110） - 「東元薫」名義で監督
- 『舐める』 : 製作・配給日本シネマ、1974年9月公開（成人映画・映倫番号 18128） - 「東元薫」名義で監督
- 『女子大生 泣れた花粉』（『女子大生 泣かれた花粉』） : 製作国映、配給新東宝興業、1974年10月公開（成人映画・映倫番号 18172） - 「東元薫」名義で監督

- 『新特ダネ かぶりつき』 : 主演仁科鳩美、製作・配給新東宝興業、1975年1月公開（成人映画・映倫番号 18253） - 「東元薫」名義で監督
- 『欲情の系図』 : 主演英和代・東祐里子、製作・配給新東宝興業、1975年2月公開（成人映画・映倫番号 18280） - 「東元薫」名義で監督
- 『女教師の個人生活』 : 主演仁科鳩子、製作ワタナベプロダクション、配給新東宝興業、1975年3月公開（成人映画・映倫番号 18304） - 「東元薫」名義で監督
- 『秘録 産婦人科』 : 主演仁科鳩美、製作・配給新東宝興業、1975年3月公開（成人映画・映倫番号 18219） - 監督、上映用プリントをNFCが所蔵[25]
- 『極秘いろ指南』 : 主演茜ゆう子、製作・配給新東宝興業、1975年4月公開（成人映画・映倫番号 18339） - 「東元薫」名義で監督
- 『みだれ寝』 : 主演仁科鳩美、製作・配給新東宝興業、1975年5月公開（成人映画・映倫番号 18355） - 「東元薫」名義で監督
- 『性乱三姉妹』 : 主演東祐里子、製作・配給大蔵映画、1975年6月1日公開（成人映画・映倫番号 18378）
- 『(秘)課外授業』 : 主演仁科鳩美、製作・配給新東宝興業、1975年6月公開（成人映画・映倫番号 18393） - 「東元薫」名義で監督
- 『暴行・脅迫 ワイセツ!』 : 製作・配給新東宝興業、1975年7月公開（成人映画・映倫番号 不明）
- 『好奇心夫人』 : 主演仁科鳩美、製作日本シネマ、配給新東宝興業、1975年7月公開（成人映画・映倫番号 18419） - 「東元薫」名義で監督、『暴行好奇心夫人』題で53分の上映用プリントをNFCが所蔵[5]
- 『女子大生 (秘)卒業試験』 : 主演仁科鳩美、製作・配給新東宝興業、1975年8月公開（成人映画・映倫番号 18454） - 「東元薫」名義で監督
- 『有閑夫人 童貞あそび』 : 主演仁科鳩美、製作・配給新東宝興業、1975年9月公開（成人映画・映倫番号 18481） - 「東元薫」名義で監督
- 『追跡(性)三面記事』 : 主演仁科鳩美、製作・配給新東宝興業、1975年10月公開（成人映画・映倫番号 18503） - 「東元薫」名義で監督
- 『裸の貴婦人』 : 主演中原美衣子、製作・配給新東宝興業、1975年11月公開（成人映画・映倫番号 18539） - 「東元薫」名義で監督
- 『人妻情事の昼下り』 : 主演仁科鳩美、製作・配給新東宝興業、1975年12月公開（成人映画・映倫番号 18561） - 「東元薫」名義で監督

- 『ドキュメント 実録ワイセツ地帯』 : 製作・配給新東宝映画、1976年1月公開（成人映画・映倫番号 18594） - 「東元薫」名義で監督
- 『赤線復活』 : 主演小杉じゅん、製作・配給新東宝映画、1976年2月公開（成人映画・映倫番号 18626） - 「東元薫」名義で監督
- 『実録売春三面記事』 : 主演東祐里子、製作・配給新東宝映画、1976年3月公開（成人映画・映倫番号 18644） - 「東元薫」名義で監督
- 『残虐変質魔』 : 主演東祐里子、製作・配給新東宝映画、1976年4月公開（成人映画・映倫番号 18673） - 「東元薫」名義で監督
- 『めす猫の歓び』 : 主演四光マリ子、製作青年群像、配給新東宝興業、1976年4月公開（成人映画・映倫番号 18695） - 「東元薫」名義で監督
- 『好色マンション 美容師の秘密』 : 主演仁科鳩美、製作・配給新東宝映画、1976年5月公開（成人映画・映倫番号 18710） - 「東元薫」名義で監督
- 『未亡人学校』 : 主演南ゆき、製作・配給新東宝映画、1976年6月公開（成人映画・映倫番号 18733） - 「東元薫」名義で監督
- 『痴漢連絡船』 : 主演仁科鳩美、製作・配給新東宝映画、1976年7月公開（成人映画・映倫番号 18775） - 「東元薫」名義で監督、原版が現存・にっかつがVHSビデオグラムを発売
- 『連続売春暴行事件』 : 主演東祐里子、製作・配給新東宝映画、1976年8月公開（成人映画・映倫番号 不明） - 「東元薫」名義で監督
- 『衝撃!白昼の婦女暴行』 : 主演茜ゆう子、製作・配給新東宝映画、1976年9月公開（成人映画・映倫番号 18838） - 「東元薫」名義で監督
- 『セミドキュメント 強烈異常セックス』（『ドキュメント 強烈異常セックス』[6]） : 主演北沢万里子、製作・配給新東宝映画、1976年10月公開（成人映画・映倫番号 18864） - 「東元薫」名義で監督
- 『ブロンドセックス・セクレタリー 金髪肉体秘書』 : 主演国分二郎・茜ゆう子、製作・配給新東宝映画、1976年11月公開（成人映画・映倫番号 18901） - 「東元薫」名義で監督
- 『衝撃!悪女の履歴書』 : 主演南ゆき、製作映像社、1976年12月公開（成人映画・映倫番号 18901）
- 『猟色未亡人』 : 主演仁科鳩美、製作・配給新東宝映画、1976年12月公開（成人映画・映倫番号 18915） - 「東元薫」名義で監督

- 『セックスドキュメント 特写!悶絶』 : 主演南ユキ、製作・配給新東宝映画、1977年1月公開（成人映画・映倫番号 18948） - 「東元薫」名義で監督
- 『残酷人肉私刑』 : 主演仁科鳩美、製作・配給新東宝映画、1977年2月公開（成人映画・映倫番号 18973） - 「東元薫」名義で監督
- 『私は誘拐されました 女体実験室』（『私は誘拐されました 女体実験』） : 主演仁科鳩美、製作ユニバースプロダクション、配給東映、1977年3月12日公開（成人映画・映倫番号 18530） - 「東元薫」名義で監督
- 『蕾を犯す!』 : 主演仁科鳩美、製作・配給新東宝映画、1977年3月公開（成人映画・映倫番号 19013） - 「東元薫」名義で監督、上映用プリントをNFCが所蔵[25]
- 『ある女教師 禁じられた遊び』 : 主演仁科鳩美、製作・配給新東宝映画、1977年4月公開（成人映画・映倫番号 19033） - 「東元薫」名義で監督
- 『売春午前零時』 : 主演仁科鳩美、製作・配給新東宝映画、1977年5月公開（成人映画・映倫番号 19053） - 「東元薫」名義で監督、上映用プリントをNFCが所蔵[25]
- 『人妻を犯す!』 : 主演仁科鳩美、製作・配給新東宝映画、1977年6月公開（成人映画・映倫番号 19087） - 「東元薫」名義で監督
- 『ワイド・ドキュメント 犯し魔』 : 主演仁科鳩美、製作・配給新東宝映画、1977年7月公開（成人映画・映倫番号 19109） - 「東元薫」名義で監督
- 『恐怖!女高生 不良暴行集団』 : 主演仁科鳩美、製作・配給新東宝映画、1977年8月公開（成人映画・映倫番号 19144） - 「東元薫」名義で監督、上映用プリントをNFCが所蔵[25]
- 『OLの休日 ひだのみだれ』 : 主演泉ユリ、製作ユニバースプロダクション、配給東映ビデオ、1977年9月公開（成人映画・映倫番号 19197） - 「東元薫」名義で監督・脚本
- 『ある女教師 夜間授業』 : 主演仁科鳩美、製作・配給新東宝映画、1977年9月公開（成人映画・映倫番号 19175） - 「東元薫」名義で監督
- 『女教師 夏子 華麗なる歌』（『女教師 - 夏子 華麗なる獣』[6]） : 主演北乃魔子、製作ユニバースプロダクション、配給東映、1977年10月公開（成人映画・映倫番号 19222） - 「東元薫」名義で監督
- 『変態性欲』 : 主演小林初枝、製作・配給新東宝映画、1977年10月公開（成人映画・映倫番号 19209） - 「東元薫」名義で監督
- 『女子学生を襲う』 : 主演泉ユリ、製作・配給新東宝映画、1977年11月公開（成人映画・映倫番号 19230） - 「東元薫」名義で監督
- 『未亡人の欲望 美少年あさり』 : 主演ティミー杉本、製作ユニバースプロダクション、配給東映、1977年12月公開（成人映画・映倫番号 19268） - 「東元薫」名義で監督
- 『制服売春軍団』 : 主演小林初枝、製作・配給新東宝映画、1977年12月公開（成人映画・映倫番号 19255） - 「東元薫」名義で監督

- 『刺青妾奇伝 嵐の女』 : 製作ユニバースプロダクション、配給東映、1978年1月公開（成人映画・映倫番号 19318） - 「東元薫」名義で監督
- 『襲われたい!』 : 主演ティミー杉本、製作・配給新東宝映画、1978年1月公開（成人映画・映倫番号 19281） - 「東元薫」名義で監督
- 『団地主婦売春』 : 主演北乃魔子、製作・配給新東宝映画、1978年2月公開（成人映画・映倫番号 19300） - 「東元薫」名義で監督
- 『OL愛欲日記 熟れ盛り』 : 主演北乃魔子、製作ユニバースプロダクション、配給東映、1978年3月公開（成人映画・映倫番号 19363） - 「東元薫」名義で監督
- 『制服乱行犯し』 : 主演中野リエ、製作・配給新東宝映画、1978年3月公開（成人映画・映倫番号 19335） - 「東元薫」名義で監督
- 『婚前旅行 いきます!いかせます』 : 製作ユニバースプロダクション、配給東映、1978年4月公開（成人映画・映倫番号 19409） - 「東元薫」名義で監督
- 『変質女子部屋』 : 主演北乃魔子、製作・配給新東宝映画、1978年4月公開（成人映画・映倫番号 19373） - 「東元薫」名義で監督
- 『悶絶!噛む』 : 主演川口朱里、製作・配給新東宝映画、1978年5月公開（成人映画・映倫番号 19393） - 「東元薫」名義で監督
- 『真昼の娼婦』 : 主演北乃魔子、製作ユニバースプロダクション、配給東映、1978年6月公開（成人映画・映倫番号 19440） - 「東元薫」名義で監督
- 『18才の衝動 破る!』 : 主演川口朱里、製作・配給新東宝映画、1978年6月公開（成人映画・映倫番号 19427） - 「東元薫」名義で監督
- 『衝撃!縄夫人』 : 主演北乃魔子、製作ユニバースプロダクション、配給東映セントラルフィルム、1978年7月公開（成人映画・映倫番号 19490） - 「東元薫」名義で監督
- 『昼下りの人妻 喘ぐ』 : 主演北乃魔子、製作・配給新東宝映画、1978年7月公開（成人映画・映倫番号 19455） - 「東元薫」名義で監督
- 『処女の告白 私は二号になりたい』 : 主演青木奈美、製作ユニバースプロダクション、配給東映、1978年8月公開（成人映画・映倫番号 19508） - 「東元薫」名義で監督
- 『暴行 宿す』 : 主演青木奈美、製作・配給新東宝映画、1978年8月公開（成人映画・映倫番号 19497） - 「東元薫」名義で監督
- 『16才の好奇心 女にして!』 : 主演青木奈美、製作・配給新東宝映画、1978年9月公開（成人映画・映倫番号 19520） - 「東元薫」名義で監督
- 『色情夫人 誰か乱暴して!』 : 主演北沢ゆき、製作・配給新東宝映画、1978年10月公開（成人映画・映倫番号 19548） - 「東元薫」名義で監督
- 『緊縛!白衣の天使』 : 主演北乃魔子、製作ユニバースプロダクション、配給東映、1978年11月公開（成人映画・映倫番号 19586） - 「東元薫」名義で監督
- 『舌でせめる』 : 主演青木奈美、製作・配給新東宝映画、1978年11月公開（成人映画・映倫番号 19574） - 「東元薫」名義で監督
- 『ある女教師 暴行』 : 主演北乃魔子、製作・配給新東宝映画、1978年12月公開（成人映画・映倫番号 19607） - 「東元薫」名義で監督

- 『女高生(秘)性犯罪』 : 主演青木奈美、製作国映、配給新東宝映画、1979年1月公開（成人映画・映倫番号 19632） - 「東元薫」名義で監督
- 『夜のOL日記 肉人形』 : 主演東祐里子、製作獅子プロダクション、配給東映セントラルフィルム、1979年2月公開（成人映画・映倫番号 19672） - 「東元薫」名義で監督
- 『全裸暴行事件』 : 主演青木奈美、製作・配給新東宝映画、1979年2月公開（成人映画・映倫番号 19633） - 「東元薫」名義で監督
- 『残酷女子大生私刑』 : 主演青木奈美、製作獅子プロダクション、配給東映セントラルフィルム、1979年3月公開（成人映画・映倫番号 19685） - 「東元薫」名義で監督
- 『団地妻を犯す』 : 主演青木奈美、製作・配給新東宝映画、1979年3月公開（成人映画・映倫番号 19699） - 「東元薫」名義で監督
- 『変質者若妻暴行』 : 主演泉ユリ、製作・配給新東宝映画、1979年4月公開（成人映画・映倫番号 19714） - 「東元薫」名義で監督
- 『女子学生 真夜中の授業』 : 主演青木奈美、製作国映、配給新東宝興業、1979年5月公開（成人映画・映倫番号 19752）
- 『夫婦縄』 : 主演笹木ルミ、製作獅子プロダクション、配給東映セントラルフィルム、1979年6月公開（成人映画・映倫番号 19797）
- 『裏バン女高生』 : 主演青木奈美、製作・配給新東宝映画、1979年8月公開（成人映画・映倫番号 19844）
- 『異常診察室 女医の欲情』 : 主演谷口曜子、製作・配給新東宝映画、1979年9月公開（成人映画・映倫番号 19869）
- 『女教師 襲撃』 : 主演東祐里子、製作獅子プロダクション、配給東映セントラルフィルム、1979年10月公開（成人映画・映倫番号 19917）
- 『暴行制服三人組』 : 主演青木奈美、製作・配給新東宝映画、1979年10月公開（成人映画・映倫番号 19895）
- 『女教師(秘)教えてあげる』（改題『課外教室 教えてあげる』） : 主演風間舞子、製作日本シネマ、配給新東宝興業、1979年12月公開（成人映画・映倫番号 19935） - 監督・脚本、『課外教室 教えてあげる』題の57分の上映用プリントをNFCが所蔵[5]

- 『快楽人形』 : 主演風間舞子、製作獅子プロダクション、配給東映セントラルフィルム、1980年1月公開（成人映画・映倫番号 110014）
- 『裏バン女子学生 暴力教室』 : 主演青木奈美、製作・配給新東宝映画、1980年1月公開（成人映画・映倫番号 19971）
- 『姉妹を襲う!』 : 主演風間舞子、製作・配給新東宝映画、1980年3月公開（成人映画・映倫番号 19989）
- 『鞭で濡らす』 : 主演風間舞子、製作国映、配給新東宝興業、1980年4月公開（成人映画・映倫番号 110039）
- 『女子学生 無断外泊』 : 主演朝霧友香、製作国映、配給新東宝興業、1980年5月公開（成人映画・映倫番号 110087）
- 『淫写!! 股なぶり』 : 主演朝霧友香、製作獅子プロダクション、配給東映セントラルフィルム、1980年6月公開（成人映画・映倫番号 110137） - 監督・脚本
- 『学生妻 私刑』 : 主演朝霧友香、製作国映、配給新東宝興業、1980年8月公開（成人映画・映倫番号 110175）
- 『異常暴行現場』 : 主演梨沙ゆり、製作獅子プロダクション、配給東映セントラルフィルム、1980年8月公開（成人映画・映倫番号 110192）
- 『鞭で泣かす』 : 主演朝霧友香、製作日本シネマ、配給新東宝興業、1980年9月公開（成人映画・映倫番号 110201） - 監督、62分の原版が現存・新東宝映画がデジタル配信[26]
- 『むきむき夫人』 : 主演泉ユリ、製作獅子プロダクション、配給東映セントラルフィルム、1980年10月公開（成人映画・映倫番号 110244）
- 『ある女教師 鎖と柔肌』 : 主演青野リマ、製作日本シネマ、配給新東宝興業、1980年11月公開（成人映画・映倫番号 110252）
- 『ある女教師 鞭でうずく』 : 主演あおい恵、製作国映、配給新東宝興業、1980年12月公開（成人映画・映倫番号 110285）

- 『淫写!! 白衣と縄』 : 主演亜希いずみ、製作獅子プロダクション、配給東映セントラルフィルム、1981年1月公開（成人映画・映倫番号 110349）
- 『女医の下半身 悶絶地獄』 : 主演青野梨魔、製作獅子プロダクション、配給東映セントラルフィルム、1981年3月公開（成人映画・映倫番号 110374）
- 『裏バン女子学生 暴行教室』 : 主演蘭童セル、製作・配給新東宝映画、1981年5月公開（成人映画・映倫番号 110418）
- 『新妻暴行濡らす』 : 主演萩尾なおみ、製作・配給新東宝映画、1981年6月公開（成人映画・映倫番号 110397）
- 『激縛! 羞恥責め』 : 主演竹岡由美、製作獅子プロダクション、配給東映セントラルフィルム、1981年8月公開（成人映画・映倫番号 110523）
- 『痴漢暴行電車』 : 主演日野繭子、製作・配給新東宝映画、1981年8月公開（成人映画・映倫番号 110491）
- 『非行看護婦』 : 主演杉佳代子、製作獅子プロダクション、配給東映セントラルフィルム、1981年10月公開（成人映画・映倫番号 110598）
- 『官能団地 欲しがる女』 : 主演岡田尚美、製作獅子プロダクション、配給東映セントラルフィルム、1981年12月公開（成人映画・映倫番号 110667） - 「東元薫」名義で監督
- 『秘肉 濡れ縄責め』 : 主演萩尾なおみ、製作・配給新東宝映画、1981年12月公開（成人映画・映倫番号 不明）

- 『淫舞なぶり縄』 : 主演大杉漣・藤尚美、製作獅子プロダクション、配給東映セントラルフィルム、1982年1月公開（成人映画・映倫番号 110682）
- 『異常変態妻』 : 助監督滝田洋二郎、主演水月円、製作国映、配給新東宝映画、1982年2月公開（成人映画・映倫番号 110657） - 監督、61分の上映用プリントをNFCが所蔵[5]
- 『17才の告白 しつこく犯して』 : 主演山地美貴、製作獅子プロダクション、配給東映セントラルフィルム、1982年3月公開（成人映画・映倫番号 110733）
- 『女子大生出張トルコ』（改題『ONANIE ECSTASY』） : 主演たかとりあみ、製作国映、配給新東宝映画、1982年5月公開（成人映画・映倫番号 110771） - 監督・脚本、61分の上映用プリントをNFCが所蔵[5]
- 『女教師縄奴隷』 : 主演亜希いずみ、製作・配給新東宝映画、1982年6月公開（成人映画・映倫番号 110795）
- 『女教師なめ上手』 : 主演晶杏子、製作獅子プロダクション、配給ミリオンフィルム、1982年7月公開（成人映画・映倫番号 110837）
- 『戦後性犯罪史 暴姦』 : 主演国分二郎・風かおる、製作獅子プロダクション、配給東映セントラルフィルム、1982年8月公開（成人映画・映倫番号 110874）
- 『獣色縄夫人』（改題『縄と犬と人妻』） : 主演水月円、製作・配給新東宝映画、1982年8月公開（成人映画・映倫番号 110852）監督・脚本、『縄と犬と人妻』題の59分の上映用プリントをNFCが所蔵[5]
- 『密猟処女暴行』 : 主演杉佳代子、製作・配給新東宝映画、1982年9月公開（成人映画・映倫番号 110885）
- 『犯し魔 変態リンチ』 : 主演風かおる、製作・配給ミリオンフィルム、1982年11月公開（成人映画・映倫番号 110922）
- 『女子学生 裏ボン48手』 : 製作獅子プロダクション、配給東映セントラルフィルム、1982年11月公開（成人映画・映倫番号 110968）
- 『若妻暴行変質魔』 : 主演今日珠美、製作日本シネマ、配給新東宝興業、1982年11月公開（成人映画・映倫番号 110944） - 監督、62分の上映用プリントをNFCが所蔵[5]

- 『処刑(血)吊るし』（『処女(血)吊るし』） : 主演杉佳代子、製作獅子プロダクション、配給東映セントラルフィルム、1983年1月公開（成人映画・映倫番号 111016）
- 『獣色官能婦人』 : 主演風かおる、製作・配給新東宝映画、1983年2月公開（成人映画・映倫番号 110993）
- 『犯されたセーラー服』 : 主演桂木れい子、製作・配給東活、1983年4月公開（成人映画・映倫番号 111085）
- 『緊縛獣色夫人』 : 主演丘なおみ、製作・配給新東宝映画、1983年5月公開（成人映画・映倫番号 111105）
- 『少女地獄 監禁』 : 主演風かおる、製作・配給ミリオンフィルム、1983年7月公開（成人映画・映倫番号 111124）
- 『淫欲の舞い』 : 主演夕崎碧、製作・配給東活、1983年7月公開（成人映画・映倫番号 111170）
- 『密写 ホテトル25時』 : 主演風かおる、製作獅子プロダクション、配給東映セントラルフィルム、1983年8月公開（成人映画・映倫番号 不明）
- 『花真衣 自縛』 : 主演花真衣、製作・配給新東宝映画、1983年8月公開（成人映画・映倫番号 不明） - 監督・脚本
- 『淫乱女子大生』 : 製作・配給東活、1983年8月公開（成人映画・映倫番号 不明）
- 『強漢魔助けて』 : 主演滝沢潤、製作・配給東活、1983年9月公開（成人映画・映倫番号 不明）
- 『暴走族 集団レイプ』 : 主演風かおる、製作・配給ミリオンフィルム、1983年10月公開（成人映画・映倫番号 不明）
- 『快感の尻攻め』 : 主演香山理沙、製作・配給東活、1983年10月公開（成人映画・映倫番号 不明）
- 『残酷ドキュメント 家畜人形』 : 主演風かおる、製作獅子プロダクション、配給東映セントラルフィルム、1983年11月公開（成人映画・映倫番号 不明）
- 『新妻真昼の暴行』 : 主演織本かおる、製作獅子プロダクション、配給新東宝映画、1983年11月公開（成人映画・映倫番号 不明） - 監督、62分の上映用プリントをNFCが所蔵[5]
- 『緊縛縄で泣く』 : 主演花真衣、製作・配給新東宝映画、1983年12月公開（成人映画・映倫番号 不明） - 監督、62分の上映用プリントをNFCが所蔵[5]

- 『連続15人花嫁犯し』 : 主演織本かおる、製作国映、配給新東宝映画、1984年1月公開（成人映画・映倫番号 不明） - 監督、60分の上映用プリントをNFCが所蔵[5]
- 『人妻監禁 揺らぐ女襞』 : 主演蛍雪次郎・織田倭歌、製作獅子プロダクション、配給東映セントラルフィルム、1984年2月公開（成人映画・映倫番号 不明）
- 『緊縛の履歴書』 : 主演竹村祐佳、製作・配給新東宝映画、1984年5月公開（成人映画・映倫番号 不明）
- 『リンチ 獣の戯れ』 : 主演大杉漣・麻生うさぎ、製作・配給ミリオンフィルム、1984年7月公開（成人映画・映倫番号 不明）
- 『色魔 拷問』 : 主演織本かおる、製作ワタナベプロダクション、配給東映セントラルフィルム、1984年8月公開（成人映画・映倫番号 不明）
- 『発情奴隷夫人』 : 主演風かおる、製作・配給新東宝映画、1984年11月公開（成人映画・映倫番号 不明） - 監督、57分の上映用プリントをNFCが所蔵[5]

- 『ザ・クライマックス! 夢犯』 : 製作獅子プロダクション、配給東映セントラルフィルム、1985年1月公開（成人映画・映倫番号 不明）
- 『SEXドキュメント 泣かせ上手』 : 助監督佐藤寿保、主演青山未央、製作獅子プロダクション、配給にっかつ、1985年2月2日公開（成人映画・映倫番号 不明） - 監督・脚本
- 『ロリータ ひそかな愉しみ』 : 製作・配給ミリオンフィルム、1985年2月公開（成人映画・映倫番号 不明）
- 『私は女子大生 濡れた悪戯』 : 製作獅子プロダクション、配給東映セントラルフィルム、1985年4月公開（成人映画・映倫番号 不明）
- 『普通の女の子 性愛日記』 : 監督佐野日出夫、主演渡瀬ミク、製作ツインカム・ジャパンコーポレイション、配給にっかつ、1985年5月22日公開（成人映画・映倫番号 111804） - 出演・「坂上」役
- 『若妻密室暴行事件』 : 主演彰住響子、製作国映、配給新東宝映画、1985年6月公開（成人映画・映倫番号 不明） - 監督・脚本、61分の上映用プリントをNFCが所蔵[5]
- 『白衣監禁』 : 助監督佐藤寿保、主演小川美那子、製作獅子プロダクション、配給にっかつ、1985年8月24日公開（成人映画・映倫番号 111897） - 監督、61分の原版が現存・日活がデジタル配信[27]
- 『ザ・覗き 狙われた女』 : 助監督片岡修二、主演押尾はるみ、製作・配給ミリオンフィルム、1985年8月公開（成人映画・映倫番号 不明） - 監督・脚本
- 『新任教師 地下室の拷問』 : 主演萩尾なおみ、製作国映、配給新東宝映画、1985年10月公開（成人映画・映倫番号 不明） - 監督・脚本、61分の上映用プリントをNFCが所蔵[5]

- 『緊縛縄化粧』 : 主演田口あゆみ、製作国映、配給新東宝映画、1986年3月公開（成人映画・映倫番号 不明） - 監督・脚本、57分の上映用プリントをNFCが所蔵[5]
- 『いたぶる 極刑』 : 製作獅子プロダクション、配給東映セントラルフィルム、1986年3月公開（成人映画・映倫番号 不明）
- 『人妻ONANIE 陶酔』 : 主演木村美弥子、製作・配給新東宝映画、1986年12月公開（成人映画・映倫番号 不明） - 監督、59分の上映用プリントをNFCが所蔵[5]
- 『妻たちの不倫 濡れる』 : 主演早乙女宏美、製作国映、配給新東宝映画、1987年11月公開（成人映画・映倫番号 不明） - 監督、61分の上映用プリントをNFCが所蔵[5]
- 『新妻ハードONANIE』 : 助監督瀬々敬久、主演伊藤清美、製作国映、配給新東宝映画、1988年4月公開（成人映画・映倫番号 112680） - 監督・脚本、56分の上映用プリントをNFCが所蔵[5]

## ビブリオグラフィ
国立国会図書館蔵書等にみる単著・論文等の書誌である。
- 「脱がせ屋の素顔3」梅沢薫 : 『成人映画』通巻39号所収、現代工房、1969年4月1日発売
- 座談会「ピンク映画プロの諸問題 二〇〇万円の中の自由」木俣堯喬・佐々木元・梅沢薫・下飯坂菊馬・山口権士 : 『シナリオ』第26巻第12号通巻270号所収、シナリオ作家協会、1970年12月発行、p.42-51.